# Барретт, Нерин
Нерин Барретт (англ. Nerine Barrett; род. 1944) — ямайская пианистка.
Получила музыкальное образование в Лондоне под руководством Илоны Кабош и Рудольфа Серкина. В 1966 г. дебютировала в лондонском Уигмор-холле, на следующий год в нью-йоркском Карнеги-холле. Заняла призовые места на нескольких международных конкурсах, включая конкурс имени Казеллы в Неаполе. Выступала с ведущими мировыми оркестрами и дирижёрами, в том числе с Нью-Йоркским филармоническим оркестром под управлением Джеймса Ливайна. Записала два фортепианных концерта Антонио Розетти (со Штутгартским камерным оркестром), сочинения Луи Моро Готтшалка для фортепиано в четыре руки (с Аланом Марксом), кларнетные сонаты Иоганнеса Брамса и Ханса Галя (с Хансом-Дитрихом Клаусом).
С 1989 г. живёт и работает в Германии. Профессор Детмольдской высшей школы музыки (среди её учеников Дина Угорская).